# Brainticket
Brainticket est un groupe de krautrock expérimental suisse. Brainticket est formé par des musiciens suisses, belge et italien vers la fin des années 1960. Le groupe changeant souvent de personnel, eu comme piliers. Joël Vandroogenbroeck (orgue, flûte), Wolfgang Paap (tabla) et Ron Bryer (guitare). Brainticket sort trois albums avant une première séparation, pour refaire surface au début des années 1980.

## Biographie
Brainticket est formé par Joel Vandroogenbroeck (né à Bruxelles, le 25 août 1938), qui a grandi en jouant du piano avant de se mettre au jazz. Il reçoit le prix Art Tatum du « jeune pianiste de jazz », et tourne en Europe et en Afrique jouant avec l'orchestre Quincy Jones au World Exhibition de Bruxelles et la RAI Symphony de Rome. À la fin des années 1960, Vandroogenbroeck continue le jazz mais décide de trouver l'inspiration chez les groupes de krautrock allemands Amon Düül II, Can et Tangerine Dream. Sous l'influence de ces groupes, Joel et le guitariste Ron Bryer recrutent le batteur Wolfgang Paap et forment le trio qui deviendra Brainticket.
Leur premier album, Cottonwoodhill (1971), fait participer le vocaliste britannique Dawn Muir. Cottonwoodhill se retrouve immédiatement sous la polémique car ayant pour thèmes les drogues psychédéliques. Vandroogenbroeck ayant fait part de son dégoût, l'album est vendu avec une étiquette d'avertissement, ce qui mènera à son bannissement dans quelques pays.
Après la mort de Bryer, Vandroogenbroeck emménage en Italie et fait la rencontre d'une fille américaine appelée Carole Muriel. Rejoints par deux musiciens suisses, le guitariste Rolf Hug et le bassist Martin Sacher, et le percussionniste Barni Palm, le groupe sort l'album Psychonaut en 1972, édité à cette période en Italie et en Allemagne.
Une collaboration de rock opéra, Orfeo9, avec le compositeur Bill Conti (« Rocky ») suit avant que Vandroogenbroeck, Muriel et Palm ne commencent à travailler sur un nouvel album des Brainticket basé sur le Livre des morts des Anciens Égyptiens. L'album, Celestial Ocean, parle des expériences de l'après-mort vécues par un ancien égyptien qui voyage à travers le temps et l'espace, du désert aux pyramides. Publié en 1973, l'album est félicité. Le groupe tourne avec le claviériste Wilhelm Seefeldt.
De retour d'un voyage à Bali à la mi-1970, Vandroogenbroeck continue de collaborer avec Muriel, Seefeldt et Palm. Deux autres albums de Brainticket voient le jour — Adventure en 1980, et Voyage en 1982 — avant que Vandroogenbroeck ne sépare le groupe. Il enregistrera ensuite à plusieurs reprises pour le label allemand Coloursound, qui est catégorisé ambient et musique de film et documentaires TV. De tels morceaux comme Industrial Retrospect, Computer Blossoms, et Mesopotamia Egypt émergent à la fin des années 1970 et début des années 1980.
1983 assiste à la réunion des Brainticket avec Willy Seefeldt, Hans Deyssenroth et Bruno Spoerri au lyricon et synthétiseurs pour un concert à Zurich au Computer and Music, 1984, pour des concerts au Rote Fabrik de Zurich et à un festival à Tübingen. En 1985, Brainticket sort une cassette audio d'un concert live à Zurich, New Age Concert, joué par Vandroogenbroeck, Seefeldt, Hans Deyssenroth, et la chanteuse Stéphanie Wolff. Vandroogenbroeck refait vivre le nom des Brainticket sur l'album Alchemic Universe (2000). Il s'associe à Cleopatra Records pour sortir le tout premier coffret des Brainticket, The Vintage Anthology 1971-1980.
En août 2011, une nouvelle formation des Brainticket, menée par Vandroogenbroeck, tourne avec le groupe de rock progressif Nektar, avec un passage au B. B. King de New York. Une autre tournée est annoncée pour 2013 avec Nik Turner.

## Discographie
- 1971 : Cottonwoodhill
- 1972 : Psychonaut
- 1974 : Celestial Ocean
- 1980 : Adventure
- 1982 : Voyage
- 2000 : Alchemic Universe
- 2015 : Past, Present & Future